# Going Under
Pour les articles homonymes, voir Going Under (homonymie).
Singles de Evanescence
Bring Me to Life
(2003) My Immortal
(2003)
Clip vidéo
[vidéo] « "Going Under" », sur YouTube
Going Under est une chanson de Evanescence de l'album Fallen dont les compositeurs sont Amy Lee, B.Moody, J. LeCompt, W. Boyd, et R. Gray.

## Classements et certifications
| Classement (2003-2004)                                | Meilleure position |
| ----------------------------------------------------- | ------------------ |
| Australie (ARIA)                                      | 14                 |
| Belgique (Flandre Ultratop 50 Singles)                | 28                 |
| Belgique (Wallonie Ultratop 50 Singles)               | 37                 |
| Canada (Canadian Singles Chart)                       | 11                 |
| Pays-Bas (Single Top 100)                             | 16                 |
| Pays-Bas (Nederlandse Top 40)                         | 26                 |
| Finlande (Suomen virallinen lista)                    | 19                 |
| France (SNEP)                                         | 16                 |
| Allemagne (Media Control AG)                          | 15                 |
| Irlande (IRMA)                                        | 18                 |
| Italie (FIMI)                                         | 9                  |
| Nouvelle-Zélande (RMNZ)                               | 4                  |
| Royaume-Uni (UK Singles Chart)                        | 8                  |
| États-Unis (Alternative Songs)                        | 5                  |
| États-Unis (Billboard Bubbling Under Hot 100 Singles) | 4                  |
| États-Unis (Billboard Mainstream Rock Tracks)         | 26                 |

| Classement (2003)    | Position |
| -------------------- | -------- |
| Australie Rock Chart | 6        |
| Pays-Bas Top 40      | 186      |
| Suède Singles Chart  | 58       |
| Suisse Singles Chart | 79       |

| Pays (Organisme)  | Certifications |
| ----------------- | -------------- |
| Australie (ARIA)  | Or             |
| Royaume-Uni (BPI) | Argent         |

## Clip vidéo
Le clip vidéo de « Going Under » a été tourné à Berlin, en Allemagne, sous la direction de Philipp Stölzl, le même réalisateur du clip de « Bring Me to Life ». Lee a conçu les deux tenues qu'elle porte dans le clip. Elle a cousu la robe blanche utilisée dans les scènes sous-marines pendant sa convalescence dans un hôtel de Los Angeles, en Californie, qui était le lieu de tournage initial prévu pour le clip. Elle a déclaré que la robe était déchirée et contenait des « lambeaux de tissus différents » qui tourbillonnaient sous l'eau ; Elle a estimé que c'était quelque chose que « quelqu'un qui est mort porterait ». Le corset rouge qu'elle porte a été fabriqué sur mesure pour 2 500 US$$.
La vidéo commence avec Lee dans une loge avant un concert, avec plusieurs femmes touchant son visage et leurs visages commencent à se déformer. Moody est montré en train d'être submergé par plusieurs journalistes et photographes lors d'une conférence de presse, où il voit leurs visages se déformer. Lee et le groupe interprètent la chanson sur scène, et tout au long de la performance, les visages du public se transforment de normaux en zombies démoniaques. Plusieurs plans montrent Lee sous l'eau, entourée de méduses lumineuses. À la fin de la vidéo, Lee regarde Moody dont le visage se transforme rapidement en démon, alarmant Lee qui quitte la scène.
En 2013, Lee a expliqué que la vidéo était une allusion au côté plus plastique et plus sombre de la célébrité, et « une sorte de métaphore de mes sentiments à l'idée d'être si surexposée tout d'un coup... Cela semblait assez contre nature par moments, et c'est un peu effrayant quand on a l'impression que tout le monde a l'impression de vous connaître de fond en comble à un niveau très profond... [la vidéo est] un peu une allusion à cela. » Selon Joe D'Angelo de MTV News, les images de Lee en train de se noyer dans la vidéo montrent une « héroïne en détresse et émotionnellement bouleversée ». La vidéo s'est classée à la quatrième place de la liste des 15 clips musicaux les plus effrayants de 2013 du magazine Billboard, écrivant : « Evanescence compare les attributs de la célébrité au fait d'être hanté par des goules ». En 2016, le clip de la chanson a également été inclus dans la liste de l'Official Charts Company britannique intitulée « 13 des vidéos les plus effrayantes et effrayantes de l'histoire de la musique », l'auteur Justin Myers qualifiant les scènes de membres du public se transformant en zombies de « plutôt bizarres ».